# Andrea (Lied)
Andrea [anˈdrɛːa] (italienische Form des Vornamens Andreas) ist ein Lied des italienischen Cantautore Fabrizio De André, das dieser zusammen mit Massimo Bubola schrieb. Erstveröffentlicht wurde es auf De Andrés neuntem Studioalbum Rimini von 1978. Andrea entwickelte sich im deutschsprachigen Raum zum Sommerhit und zog u. a. auch eine Coverversion von Peter Alexander nach sich.

## Entstehung und Veröffentlichung
1976 war De André nach Sardinien gezogen, wo er landwirtschaftlich tätig war. Für sein neues Album arbeitete er erstmals mit dem Label Dischi Ricordi sowie dem Musikerkollegen Massimo Bubola zusammen. Als Arrangeur fungierte hingegen weiterhin Gian Piero Reverberi. Als neue musikalische, aber auch textliche Einflüsse auf dem Album sind amerikanische Folk- und Country-Musik bemerkbar, so in der Instrumentierung mit Fiddle, Harmonika, Mandoline und Okarina. Andrea, das allerdings bereits einige Jahre vor dem Rest des Albums entstanden war, ist ein Paradebeispiel für diese Einflüsse und wirkt laut Mariano Prunes von Allmusic, als ob es geradewegs „einem Western-Soundtrack von Ennio Morricone“ entstamme.
Da es in Italien keine offizielle Single-Veröffentlichung des Liedes gab (wie überhaupt von keinem Lied des Albums), erzielte Andrea dort keinen Charterfolg (das Album hatte Platz fünf der M&D-Charts erreicht). In Deutschland und Österreich sowie in Jugoslawien wurde das Lied jedoch als 7″-Single veröffentlicht, die B-Seite bildete der ebenfalls auf Rimini enthaltene Instrumentaltrack Folaghe. Daraufhin gelang der Single in der Schweiz und in Österreich 1979 der Charteinstieg. Aufgrund des bemerkenswerten Erfolgs mit geschätzten 7–800.000 verkauften Exemplaren gab De André auf seiner Tournee 1981–1983 auch eine Reihe von Konzerten in Deutschland und der Schweiz.
| ChartsChartplatzierungen | Höchstplatzierung | Wochen |
| ------------------------ | ----------------- | ------ |
| Schweiz (IFPI)           | 6 (10 Wo.)        | 10     |
| Österreich (Ö3)          | 9 (16 Wo.)        | 16     |

## Musik
Das Lied basiert durchgehend auf der Akkordfolge D – C – G. Die vier gleichbleibenden Strophen (wovon die letzte um zwei Zeilen verlängert ist) werden jeweils durch ein signifikantes Mandolinen-Riff abgegrenzt. Das Outro bildet ein Fiddle-Solo. Die Perkussion folgt einem Bossa-Nova-Rhythmus.
Wie bei früheren Aufnahmen des Musikers nur selten der Fall, enthält das Lied männlichen und weiblichen Background-Gesang, wobei letzterer von De Andrés Lebensgefährtin Dori Ghezzi stammte. Des Weiteren ist die Stimmlage De Andrés bemerkenswert, da sie in diesem Lied ausnahmsweise das eingestrichene C übersteigt.

## Text
Inhaltlich behandelt das Lied eine homosexuelle Liebesgeschichte vor dem Hintergrund des Ersten Weltkrieges. De André widmete es ausdrücklich den „Kindern des Mondes“ (ein Ausdruck Platons), der LGBT-Community. Laut späteren Aussagen des Co-Autors Bubola lautete der ursprüngliche Titel Lucia, womit das Lied eine konventionelle Liebesgeschichte über eine Frau, die ihren Geliebten an der Front verloren hat, erzählte; der Wechsel des Geschlechts geschah mit der Absicht, diesen „Mythos“ zu „entweihen“. Das „Thema der sich liebenden Soldaten“ greife auf literarische Vorlagen wie Nisos und Euryalos (Aeneis) oder Cloridano und Medoro (Orlando furioso) zurück. Bubola erklärt den besonderen Erfolg des Liedes in den deutschsprachigen Ländern damit, dass der Name Andrea dort als Frauenname verstanden und somit dahinter eine „populäre Liebesgeschichte“ vermutet worden sei; auch Mauro Pagani beobachtete, dass das Lied im deutschsprachigen Raum als einfache ballatonata d’amore, „Liebesballade“, aufgefasst wurde.
In den vier Strophen wird mit ansteigender Dramatik die Trauer des Protagonisten Andrea über den Verlust seines Geliebten erzählt. Zunächst ist von Andreas Liebe mit „schwarzen Locken“ (un amore, riccioli neri) und dem folgenden Schmerz (dolore) die Rede, der ihn in die Verzweiflung stürzt; in der zweiten Strophe findet der königliche Brief, der den Tod eines nicht näher bezeichneten Soldaten im Maschinengewehrfeuer des Gebirgskriegs im Trentino (ucciso sui monti di Trento dalla mitraglia) ankündigte, Erwähnung. Der Schmerz wird wieder in der dritten Strophe thematisiert, wo von Andreas „wertvollster Perle“ (la perla più rara) die Rede ist, die er verloren habe, mit „Wald-Augen“ (occhi di bosco) und „französischem Profil“ (profilo francese). Am Ende steht Andrea an einem Brunnen, an dem er Veilchen zu pflücken pflegte (raccoglieva violette) und in den er schwarze Haarlocken – wohl von seinem Geliebten – warf (gettava riccioli neri), und erklärt in einem imaginären Gespräch mit dem Brunneneimer (secchio), dass es ausreiche, wenn der Brunnen tief genug für ihn sei (mi basta che sia più profondo di me). Die Aussage deutet wohl auf Andreas Suizid hin.

## Coverversionen

B-Seite der Peter-Alexander-Single von 1979

Bereits 1979 veröffentlichte der österreichische Schlagersänger Peter Alexander eine deutschsprachige Coverversion des Liedes als B-Seite der sehr erfolgreichen Single Und manchmal weinst du sicher ein paar Tränen bei Ariola, produziert von Ralph Siegel. Unter Beibehaltung des Titels wurde Andrea im vom Sänger selbst geschriebenen Text nun weiblich und zur angesprochenen Person. Damit besteht kein inhaltlicher Zusammenhang mit dem Original. Sigi Maron veröffentlichte im selben Jahr eine ebenfalls deutschsprachige Coverversion, jedoch unter dem originalgetreuen Titel Andreas; auch der Inhalt kam dem Original näher.
1983 brachte der jugoslawische Sänger Tomislav Ivčić auf seinem Album Talijanska ploča eine weitere Coverversion heraus, wobei er den italienischen Originaltext beibehielt. Auch das italienische Duo Al Bano & Romina Power nahm eine eigene Version auf, die 1986 auf dem Album Sempre sempre erschien; die spanische Version des Albums Siempre siempre enthielt auch eine spanische Version von Andrea.

## Belege
1. ↑  Gestorben: Fabrizio De André. In: Der Spiegel. Nr. 3, 1999, S. 202 (online).
2. 1 2  Mariano Prunes: Rimini, Review. In: Allmusic. All Media Network, abgerufen am 16. Oktober 2015 (englisch).
3. ↑  M&D-Chartarchiv. Musica e dischi, archiviert vom Original (nicht mehr online verfügbar) am 18. Mai 2015; abgerufen am 16. Oktober 2015 (italienisch, kostenpflichtiger Abonnement-Zugang).  Info: Der Archivlink wurde automatisch eingesetzt und noch nicht geprüft. Bitte prüfe Original- und Archivlink gemäß Anleitung und entferne dann diesen Hinweis.
4. ↑  Riccardo Bertoncelli: Belìn, sei sicuro? Storia e canzoni di Fabrizio De André. Giunti, 2013, ISBN 978-88-09-78262-4, Discografia estera di Fabrizio De André, S. 219.
5. ↑  Fabrizio De André – Andrea. Discogs, abgerufen am 16. Oktober 2015.
6. 1 2 3  Riccardo Bertoncelli: Belìn, sei sicuro? Storia e canzoni di Fabrizio De André. Giunti, 2013, ISBN 978-88-09-78262-4, Intervista a Mauro Pagani, S. 127–128.
7. ↑  Fabrizio De André – Andrea. In: Hitparade.ch. Hung Medien, abgerufen am 23. Mai 2020.
8. ↑  Fabrizio De André – Andrea. In: Austriancharts.at. Hung Medien, abgerufen am 23. Mai 2020.
9. ↑  Andrea. In: Creuza de ma. Abgerufen am 16. Oktober 2015 (italienisch).
10. ↑  Riccardo Bertoncelli: Belìn, sei sicuro? Storia e canzoni di Fabrizio De André. Giunti, 2013, ISBN 978-88-09-78262-4, Il suonatore Faber, S. 28.
11. 1 2  Fabrizio De André – Andrea. In: Antiwarsongs.org. Abgerufen am 16. Oktober 2015 (italienisch).
12. ↑  Riccardo Bertoncelli: Belìn, sei sicuro? Storia e canzoni di Fabrizio De André. Giunti, 2013, ISBN 978-88-09-78262-4, Intervista a Massimo Bubola, S. 102.
13. ↑  Peter Alexander – Und manchmal weinst du sicher ein paar Tränen. Discogs, abgerufen am 17. Oktober 2015.
14. ↑  Robert Rotifer: Sigi Maron, 1944–2016. In: fm4.orf.at. ORF, 20. Juli 2016, abgerufen am 1. August 2016.
15. ↑  Tomislav Ivčić – Andrea. In: Hitparade.ch. Hung Medien, abgerufen am 16. Oktober 2015.
16. ↑  Al Bano & Romina Power – Andrea. In: Hitparade.ch. Hung Medien, abgerufen am 16. Oktober 2015.